# Atlantis Football Club
L'Atlantis Football Club és un club de futbol finlandès de la ciutat de Hèlsinki.

## Història

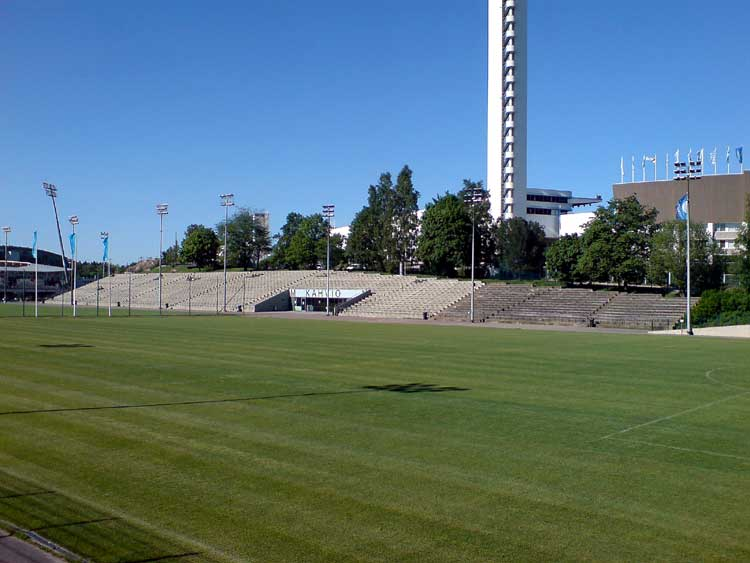
Töölön Pallokenttä

El club va néixer l'any 1995 per la fusió de Johanneksen Dynamo (fundat el 1980) i FC Norssi (fundat el 1985). Començà a tercera divisió (Kakkonen) els anys 1996 i 1997, i segona (Ykkönen) el 1998. L'any 2000 assolí l'ascens a primera divisió i el guanyà la copa nacional. Patí problemes econòmics l'any 2002 i acabà donant la seva plaça a primera divisió al club AC Allianssi. L'equip reserva (Atlantis Akatemia) adoptà el nom Atlantis FC continuant la seva trajectòria a segona el 2004. L'any 2014 jugava a la tercera divisió (Kakkonen).

## Futbolistes destacats
Números retirats: 
| N. | Pos. | Nac. | Jugador       |
| -- | ---- | --- | ------------- |
| 1  | POR  | [[Fitxer:Flag of Finland.svg\|23x15px\|border \|alt=Finlàndia\|link=Selecció de futbol de Finlàndia\|{{#if:\|]] | Miki Lehtonen |